# Stettiner Carré
Als Stettiner Carré wird ein siebenstöckiger Gebäudekomplex in Berlin-Mitte bezeichnet, der auf dem Gelände des ehemaligen Stettiner Vorortbahnhofs entstanden ist. Zusammen mit dem benachbarten Nordbahnhof Carré bildet es mit 3.700 Mitarbeitern den größten Bürostandort der Deutschen Bahn in Deutschland. Es liegt westlich des ebenfalls auf diesem Geländes neu entstandenen Parks auf dem Nordbahnhof.

## Stettiner Carré
Die Grundsteinlegung des von den Architekten RKW Rhode Kellermann Wawrowsky geplanten Stettiner Carrés fand am 18. September 2003 statt, nachdem an dem Bau bereits seit dem Frühjahr 2003 gearbeitet wurde. Diesen legte unter anderem auch Berlins Regierender Bürgermeister Klaus Wowereit. Die Baukosten wurden mit 160 Millionen Euro angesetzt. Sie wurden von einer Investorengruppe aus ercon Immobilien und Rendata Real Estate aufgebracht. Diese verkauften das Objekt für ebendiesen Betrag an die Deutsche Bank Real Estate Investment. Das Richtfest wurde nach knapp einem Jahr Bau im April 2004 gefeiert.
Der gesamte Bau umfasst eine Grundfläche von 26.000 m². Mit 61.000 m² Bürofläche bietet er Platz für 2.400 Arbeitsplätze. Das Bürogebäude wurde im Januar 2005 fertiggestellt.
Er reiht sich direkt hinter dem denkmalgeschützten Empfangsgebäude des Stettiner Vorortbahnhofs auf.

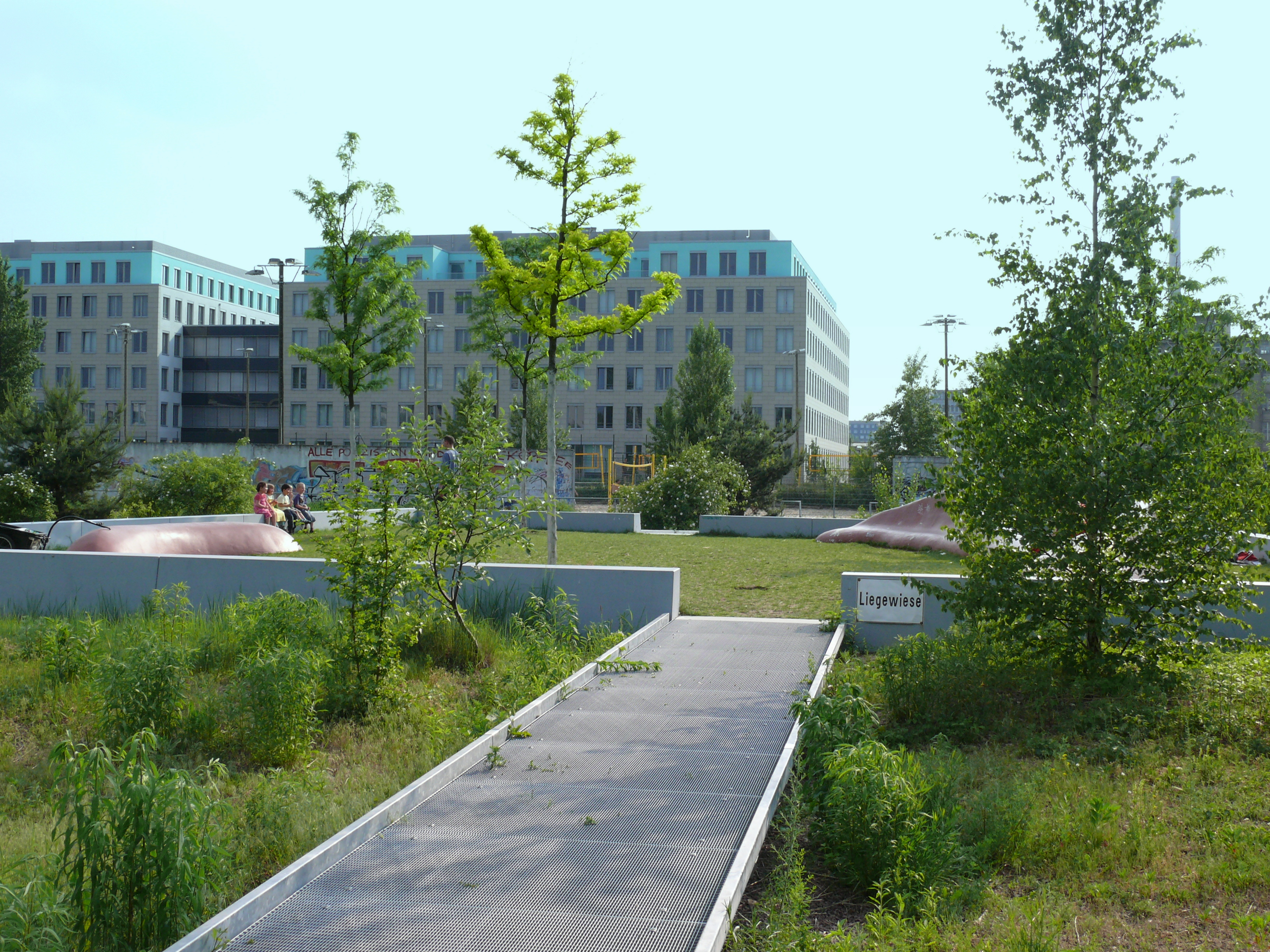
Park auf dem Nordbahnhof mit Stettiner Carré im Hintergrund (2011)

## Nutzung

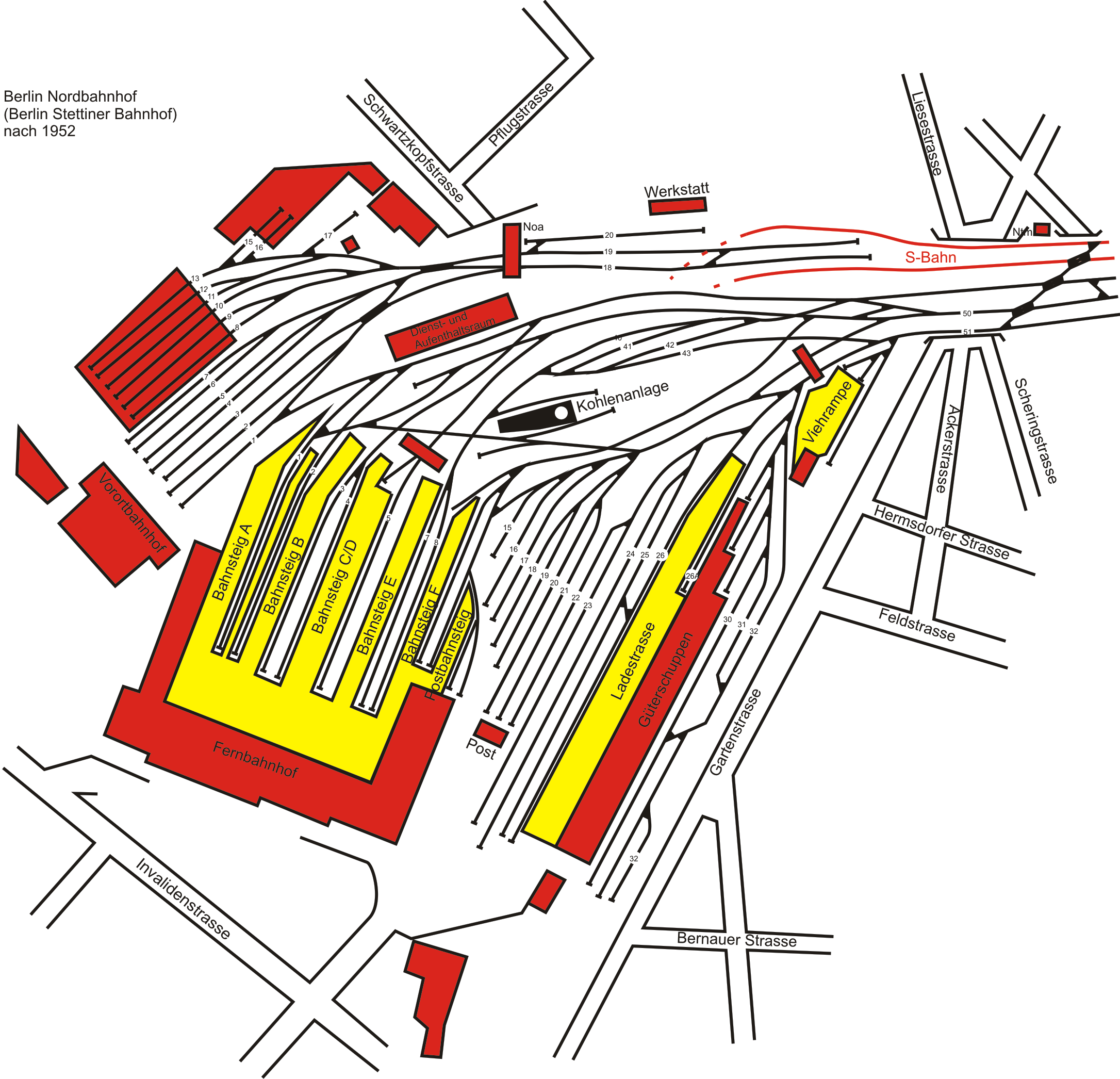
Lage des alten Vorortbahnhofs (heute Stettiner Carré) und des Fernbahnhofs (heute Nordbahnhof Carré)

Die Deutsche Bahn ist Mieterin des Gebäudes. In ihm befinden sich Standorte der DB Kommunikationstechnik, DB Services und der DB Projektbau. Zusammen mit dem Nordbahnhof Carré ersetzt es sieben andere Standorte in Berlin und ist vor dem BahnTower am Potsdamer Platz und den Bügelbauten des Hauptbahnhofes der größte Standort der Deutschen Bahn in Berlin und in ganz Deutschland.